# Austrobuxus swainii
Austrobuxus swainii là một loài thực vật có hoa trong họ Picrodendraceae. Loài này được (Beuzev. & C.T.White) Airy Shaw mô tả khoa học đầu tiên năm 1971.